# Cambusiere
Il cambusiere sulle navi è l'addetto alla cambusa, custode e distributore dei viveri sulla nave. 
In alcune marine, sulle navi mercantili o passeggeri, l'equivalente del cambusiere è il bottelier (derivato dal francese bouteiller, cantiniere) o maestro di provviste è il gestore del magazzino e delle scorte alimentari a bordo della nave. Sulle navi da guerra il Bottelier è un sottufficiale. 
Fino al XIX secolo questa era una funzione importante, soprattutto nei lunghi viaggi, perché le navi spesso trascorrevano settimane in mare senza fare scalo in un porto e il cibo avariato poteva causare l’insorgenza di ogni tipo di malattia a bordo della nave.

## Italia

### Requisiti
Nella Marina mercantile italiana occorre aver effettuato almeno 24 mesi di navigazione da garzone di cambusa, oppure possedere la qualifica di secondo cuoco, ovvero aver effettuato 24 mesi di navigazione da allievo cambusiere.
Per imbarcarsi da allievo cambusiere occorre l'iscrizione alla gente di mare.
Per la qualifica di garzone di cambusa occorre avere effettuato almeno 12 mesi di navigazione da garzone di cucina, oppure 24 mesi di navigazione da piccolo di cucina; tale requisito non è richiesto sulle navi da carico.
Primo cambusiere o cambusiere unico durante la sosta nei porti si occupa di fare la spesa alimentare, insieme al tesoriere, tenendo l'occhio attento al prezzo, ma alla fine deve scegliendo in base alla qualità, leggendo sempre per bene le etichette dei prodotti.
Il cambusiere deve conoscere i tempi e le modalità di conservazione degli alimenti, come ad esempio quanti giorni possono durare le confezioni aperte, cosa è necessario tenere in frigorifero. 
Per la qualifica di Primo cambusiere occorre aver effettuato almeno 24 mesi di navigazione da cambusiere, oppure possedere la qualifica di primo cuoco o di dispensiere o avere effettuato almeno 48 mesi da garzone di cambusa.

### Marina Militare
Nella Marina Militare Italiana l'equivalente del cambusiere è il "capo gamella", vale a dire il sottufficiale responsabile del buon funzionamento della cambusa e della cucina di bordo; a terra è il responsabile della mensa.